# Desa Kedungwaru (administrativ by i Indonesien, lat -7,60, long 109,67)
Desa Kedungwaru är en administrativ by i Indonesien.   Den ligger i provinsen Jawa Tengah, i den västra delen av landet, 300 km öster om huvudstaden Jakarta.